# Pytlácké kameny (Hrubý Jeseník)
Pytlácké kameny (německy Machold Platte) jsou vedlejší vrchol Žárového vrchu v Medvědské hornatině. Nachází se 4 km jihozápadně od Vrbna pod Pradědem ve výšce 1027 m n. m. Vrchol se ve druhé polovině 20. století nazýval Plošina.

## Přístup
Na vrchol nevede žádná značená trasa, pouze ztrácející se cesta. Nejjednodušší cesta z údolí vede z okraje Vrbna pod Pradědem a Ludvíkova po Šestkové cestě a poté na sedlo pod Zámeckou horou (se zříceninou Fürstenwalde). Dále po hřebenové pěšině do výšky 900 m n. m., kde se cesta ztrácí. Průsek s náznakem cesty se objevuje až okolo hranice 1000 m n. m. nedaleko vrcholu.
Orientačně jednodušší je přístup od Žárového vrchu, odkud vede pěšina mezi kameny a skalkami prudce dolů až do sedla, kde se mění v zarůstající průsek, který vede až k vrcholu Pytláckých kamenů.

## Vrchol
Vrchol Pytláckých kamenů je pokryt skalami, kamením a lesním porostem. Skály mají po většinou špičatý charakter s malou rovnou plochou pro stání.
Mezi stromy je zde vidět vrchol Pradědu a část města Vrbna pod Pradědem a obce Karlovice.

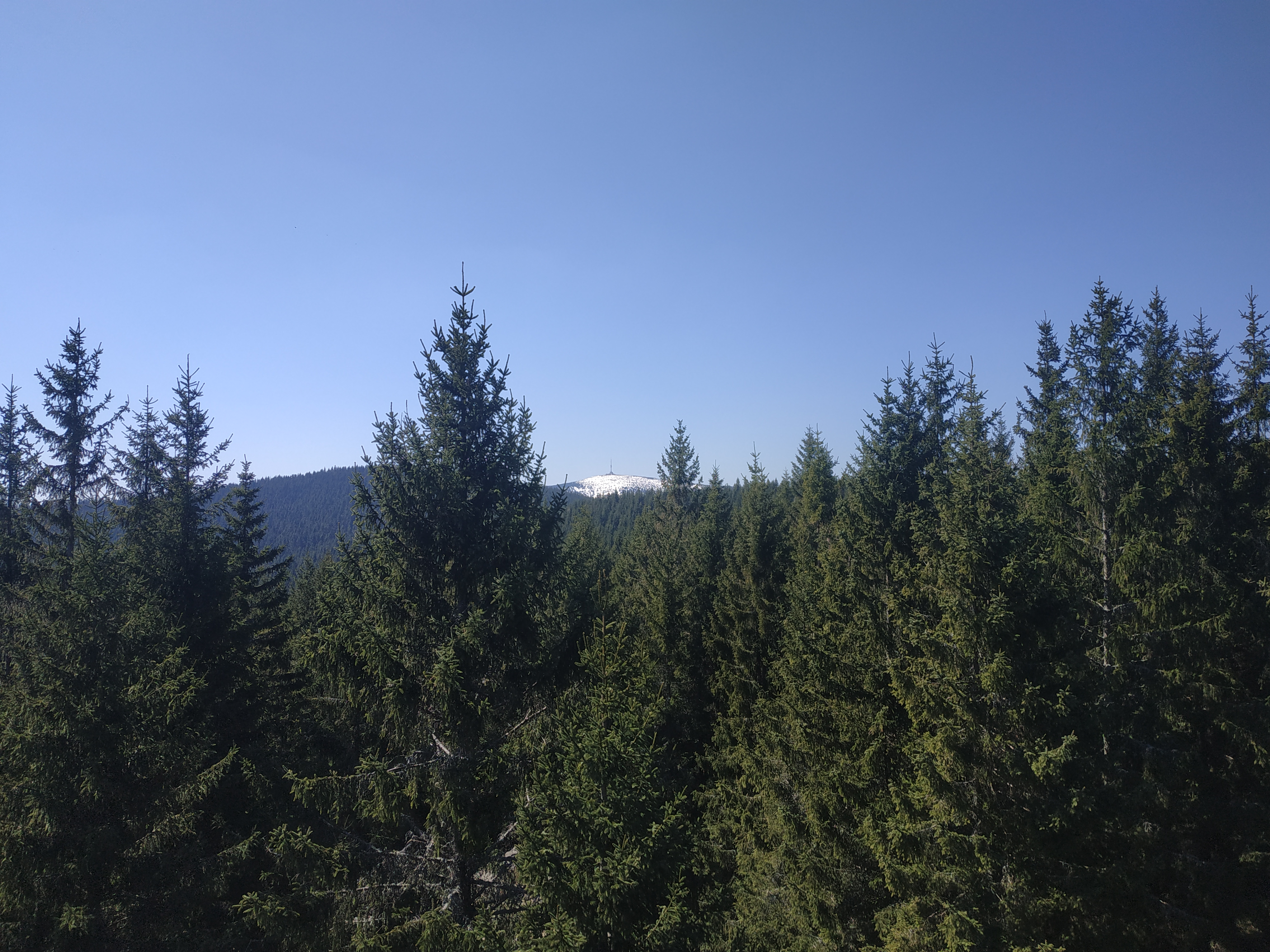
Pohled z Pytláckých kamenů směr Praděd